# Hamiltonův hmat
Hamiltonův hmat je lékařský úkon prováděný v konečném stádiu těhotenství pro vyvolání porodních kontrakcí. Postup byl poprvé popsán v roce 1810 skotským lékařem Jamesem Hamiltonem, podle kterého je pojmenován. Jeho použití může nahradit jiné prostředky pro umělé vyvolání porodu.

## Postup
Hamiltonův hmat se provádí v případě, že lékař usoudí, že je potřeba urychlit přirozený vývoj porodu, ať už z důvodu přenášení (což znamená po ukončeném 42. týdnu těhotenství), velikosti plodu nebo zdravotních obtíží matky či dítěte. Jde o mechanické oddělení vaku blan, který v děloze obaluje celý plod, od stěny dělohy. Proces probíhá tak, že lékař vsune prst přímo do pochvy pacientky, dovnitř děložního hrdla. Krouživým pohybem oddělí vak blan od poševního vchodu, na který tento naléhá. Následkem tohoto tlaku dojde k vyplavení prostaglandinů (tkáňových působků), jež mohou v některých případech nastartovat porod. Bolestivost tohoto úkonu je velmi individuální - některé ženy ho téměř nezaznamenají, pro některé je naopak až nesnesitelně bolestivý, jiné mohou začít i krvácet. Některé ženy hovoří o drobném pálení a štípání. Rizikem tohoto úkonu je zavlečení infekce do porodních cest. I proto musí lékař o výkonu pacientku nejen informovat, ale vyžádat si její písemný informovaný souhlas. Lékař je povinen rodičku o svém záměru, provést Hamiltonův hmat, informovat a sdělit rodičce všechna možná rizika.

## Účinnost
Hamiltonův hmat může někdy opravdu spustit porod, a to zejména v případě, že jsou porodní cesty plně připravené a tělu ženy stačí jen takto uměle vyvolaná malá dávka porodních hormonů a mechanického povzbuzení porodních cest. V jiných případech ovšem na porod toto nemá vliv naprosto žádný, zejména tehdy, když tělo na porod připraveno není. Nezřídka je Hamiltonův hmat součástí série dalších lékařských úkonů, ať už mechanických (dalším je například dirupce vaku blan) či farmakologických (podávání hormonů či léčiv, včetně např. epidurální analgézie).
Mezi lékaři i rodičkami se názory na Hamiltonův hmat liší. Tento lékařský úkon je sice považován za šetrnější k dítěti i rodičce než jiné metody, jako například zavádění tablety na bázi prostaglandinů, dirupce vaku blan, nebo podání oxytocinu. I přes svoji šetrnost je stále tento zákrok velkým zásahem do přirozeného porodního procesu.

## Kontraindikace
Hamiltonův hmat by neměl být prováděn při těchto závažných stavech:
- placenta praevia (vcestné lůžko), kdy placenta roste v nejnižší části dělohy a pokrývá všechny otvory do pochvy
- jiné abnormality placenty
- pokud je předpoklad, že žena nebude rodit vaginálně
- pokud se při poševních stěrech (provádí se ve 36. týdnu těhotenství) prokázala přítomnost streptokoka skupiny B